# Bonnevilledammen
Bonnevilledammen är en dammbyggnad i Columbiafloden, USA, 70 kilometer öster om Portland, Oregon.
Dammen som färdigställdes 1937 är en gravitationsdamm av betong, med en maxhöjd av 52 meter, 381 meter långt krön och en vattenvolym på 455.000 kubikmeter. Dammen fungerar som kraftverksdamm och har samtidigt genom en slussbyggnad underlättat trafik utmed floden.